# سیارک ۱۱۷۵۶
سیارک ۱۱۷۵۶ (به انگلیسی: 11756 Geneparker، نامگذاری:2779P-L) یازده هزار و هفتصد و پنجاه و ششمین سیارک کشف شده‌است که در ۲۴ سپتامبر ۱۹۶۰ کشف شد.